# パナマ・ビエホとパナマ歴史地区
パナマ・ビエホとパナマ歴史地区は、中米の国、パナマの首都であるパナマ市の東に位置している世界遺産に登録されている文化財として貴重な建造物群である。

## ユネスコの世界遺産

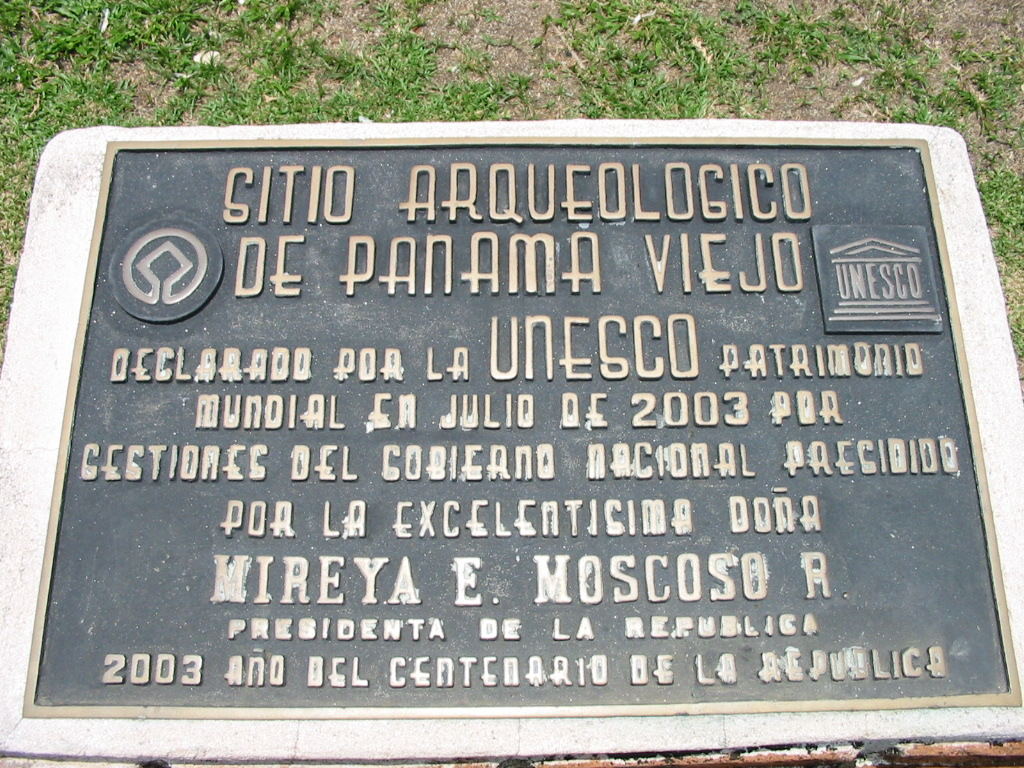
世界遺産登録記念銘板（大聖堂前）

2003年の第27回ユネスコ世界遺産委員会パリ会議において、文化遺産に登録される。--同じパナマ市内にあるカスコ・ビエホが1997年に文化遺産として登録されたことを受け、あわせて再登録された経緯をもつ。

### 登録基準
この世界遺産は世界遺産登録基準のうち、以下の条件を満たし、登録された（以下の基準は世界遺産センター公表の登録基準からの翻訳、引用である）。
- (2) ある期間を通じてまたはある文化圏において、建築、技術、記念碑的芸術、都市計画、景観デザインの発展に関し、人類の価値の重要な交流を示すもの。
- (4) 人類の歴史上重要な時代を例証する建築様式、建築物群、技術の集積または景観の優れた例。
- (6) 顕著で普遍的な意義を有する出来事、現存する伝統、思想、信仰または芸術的、文学的作品と直接にまたは明白に関連するもの（この基準は他の基準と組み合わせて用いるのが望ましいと世界遺産委員会は考えている）。

## パナマ・ビエホ財団(Patronato Panamá Viejo)

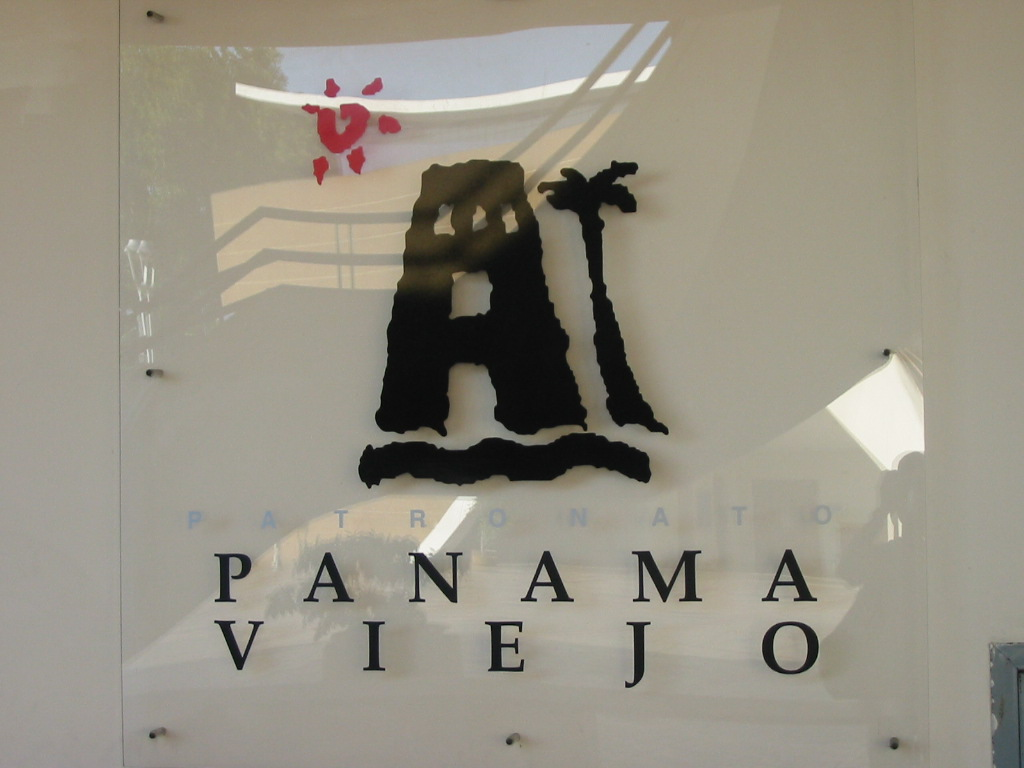
パナマ・ビエホ財団のロゴマーク

2003年の世界遺産登録に先駆けて設立された第3セクター方式の財団（非営利団体）。1995年にパナマの文化財所管官庁 INAC（国立文化院 スペイン語 Instituto Nacional de Cultula）と IPAT（パナマ観光庁 スペイン語 Instituto Panameño del Turismo）が国際奉仕団体クラブ・キワニス（英語 Club Kiwanis）・民間銀行バニッスモ（スペイン語 Banistmo）と共同出資した。四者の代表者からなる理事会のもとに、総括事務部門・考古学部門・建築学部門・遺物保存修復部門と付属博物館から構成されている。
現在、古建築群が立地ないし埋蔵されている280,000m2にも及ぶ広大な地域は、歴史公園として財団が管理している。また、公園内には大聖堂前に土産物店等が入居する建物（旧国軍司令部）と1953年にパナマ建国50周年を記念して作られた生活・基幹道路の建国50周年記念道路（ビア・シンクエンテナリオ スペイン語 Vía Cincuentenario）があるが、ともに貴重な文化財保護の観点から財団では移転を国に強く要望している。
2006年には『Canto Rodado（カント・ロダード 道路舗装のために使われた縦石）』という考古学と建築学の研究紀要を公刊した。財団設立時の遺産復興計画（マスタープラン）によると、歴史公園内の発掘調査ならびにその成果を尊重した古建築群の復興を遂げ、当時の町並みを復元することを最終目標として掲げている。

### 付属博物館（Centro de Visitantes de Panamá Viejo）
大聖堂横の鐘楼（展望台）の概要と観光時の注意事項
開館時間
- 博物館
  - 火曜日から日曜日の午前9時〜午後5時（入館は4時まで）
- 遺跡公園（展望台を含む）
  - 火曜日から日曜日の午前8時半〜午後6時半

休館日
- 毎週月曜日、一部祝日など特別に財団が定める日（詳細は要問合せ）

料金
- 一般 博物館 US$3.00, 遺跡公園（展望台）US$4.00, 共通入場券 US$6.00
- 55歳以上 博物館 US$2.00, 遺跡公園（展望台）US$3.00, 共通入場券 US$5.00
- 8歳〜17歳 博物館 US$0.50, 遺跡公園（展望台）US$2.00, 共通入場券 US$3.00
- （米ドルとパナマ通貨バルボア（B./）は等価）

アクセス
- 郊外にあるトクメン国際空港からタクシーで40分、新市街（町の中心部）から15分
- 住所 Centro de Visitantes de Panamá Viejo, Vía Cincuentenario, Ciudad de Panamá
- 電話 226-8915, 226-1757, 2269364 Fax 226-7809
- E-mail patronato@panamaviejo.org（スペイン語・英語のみ）

注意情報
- 現在、「サン・ホセ修道院」と「王の橋」がある北地区については、周辺の治安悪化による外国人旅行者の犯罪被害が散発している。そのほか、遺跡と居住区域が接している場所についても単独行動を控えるなど常に注意が必要。

## 主な建物群
この遺跡の特徴は、主要なものだけでも8つの宗教施設が見られることにある。

### 大聖堂周辺

#### 大聖堂（Catedral）
南北55m、東西最大35mの規模を持つ町の象徴的建物。現在では多くの観光書・パンフレット等にも掲載されている。町の設立当初、16世紀初頭には小規模な木造建物だったが、1619年には現存の石組み建物が建設されている。町最大の広場である中央広場の東に面している。建物は南北方向に長く南に祭壇があり、左右に付属礼拝堂を伴う形はさながらラテン十字を模すバシリカの様相を呈している。また祭壇右奥に高さ33mの鐘楼（トーレ スペイン語 Torre）が敷設されている。鐘楼は2006年4月に修復5ヵ年計画が完了し、本来内部は吹き抜けだが階段を設置して展望台として一般に公開している。また、パナマ・ビエホ財団のロゴマークはこの鐘楼をデザイン化したものである。

#### 中央広場（Plaza Mayor）
東西60m、南北55mの範囲が現存しており、当時の地図から正方形であることが知られていることから南側は現存建物や駐車場等によって破壊されている可能性がある。建国50周年記念道路建設時（1953年）に、大聖堂まで直接車が乗り入れられるロータリー（道路）が敷設されていた。しかし財団設立時に文化財保護の観点から国に撤去を陳情し実現している。その後に発掘調査が行われ、広場西側の建物群や広場創設時以前の貴重な先住民族（インディヘナ）の遺跡が確認されている。

#### 女子修道院（Las Monjas de Concepción）

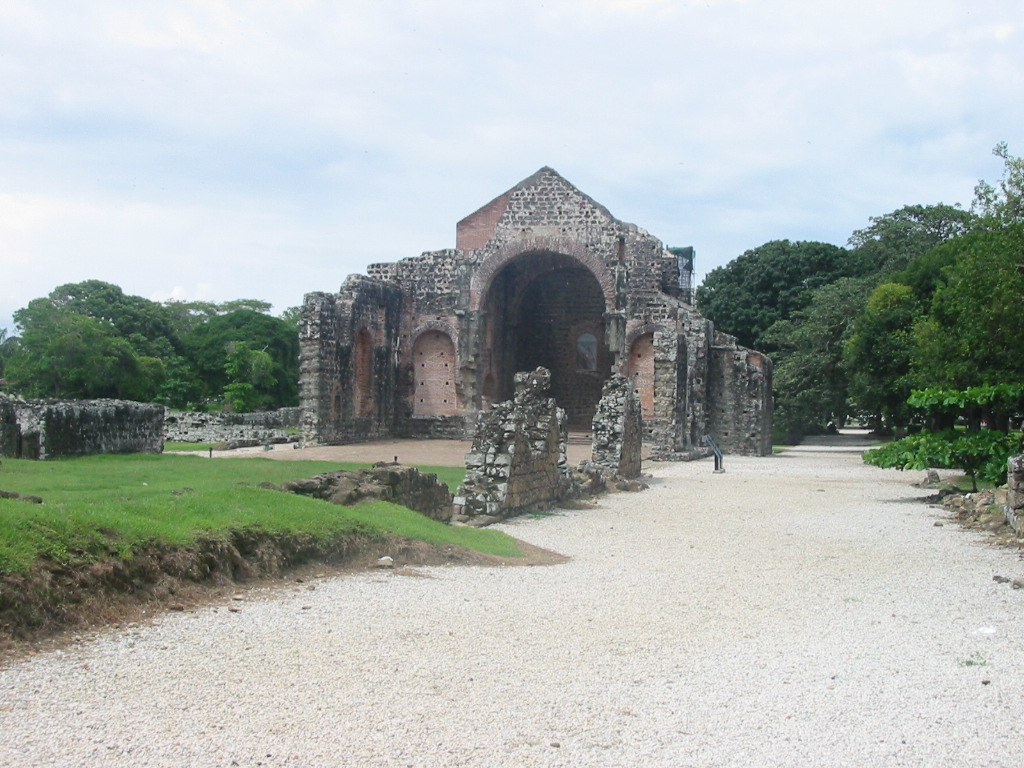
女子修道院 礼拝堂

町で唯一の修道女のための施設。会派はスペインに本部を置く「無原罪の御宿り女子修道会」（スペイン語 Limpia Concepción de Nuestra Señora）。東西120m、南北60mの敷地の中に多くの建物があったことが当時の地図によってわかっている。1594年11月29日に町議会議長のフランシスコ・デ・カルデーナスのもと、検事総長のアンドレス・コルテスの女子修道院設立の提案が議会で承認された。検事総長の提案の原点は、町に住む財産を持たないために将来結婚できない貧しい家に育った少女や身寄り・収入のない未亡人たち、または親がいない農民の子供たちを救済することにあった。女子修道院設立のために現在のペルーの首都、当時はスペイン統治下のリマから院長と副院長、修道女の教育を担当する教師の総勢3名が1598年6月10日にパナマの町に船で到着した（そのほかに修道女の諸用を勤める女性1名がいたが途上船内で死亡した）。設立当初は財政的に恵まれていなかったが、17世紀にいたって町の有力者フランシスコ・テリン（スペイン語 Francisco Terrín）の財政的支援を受け、周辺の地所を取得・拡張を繰り返して町最大の宗教施設になった。17世紀初頭には従来の木造建物から現存する石造建物に作り変えられたが、1621年の地震によって大部分が崩落した。再建間もない1671年、ヘンリー・モーガンによる町襲撃時に修道院長は修道女たちを小さな船に乗せてリマへと立ち去った。町の復興後は中心部に近い場所に再建を果たしたが、往時ほどの勢力を保つことはできなかった。現在では礼拝堂の修復作業もほぼ終了し、床部分を補強して記念式典や演劇・ミニコンサート会場などとして現地に密着した利用が図られている。

#### 貯水タンク（Aljibe）
女子修道院内の中庭に設置された屋根覆いのない半地下構造の施設。1594年に建設され、乾季には最大12,400リットルもの水を溜めることができた。当時、町の井戸水は海が近かったために飲料に適さなかった。12月後半から4月上旬までの乾季には、貯水タンクができるまでは十分な飲料水の確保が難しかったために、住民は水売り人と呼ばれる現地の商人からの購入を余儀なくされた。現地に上水道が敷設される20世紀の初頭まで使用されていた。

#### コンパニア・デ・ヘスース修道院（Compañía de Jesús）

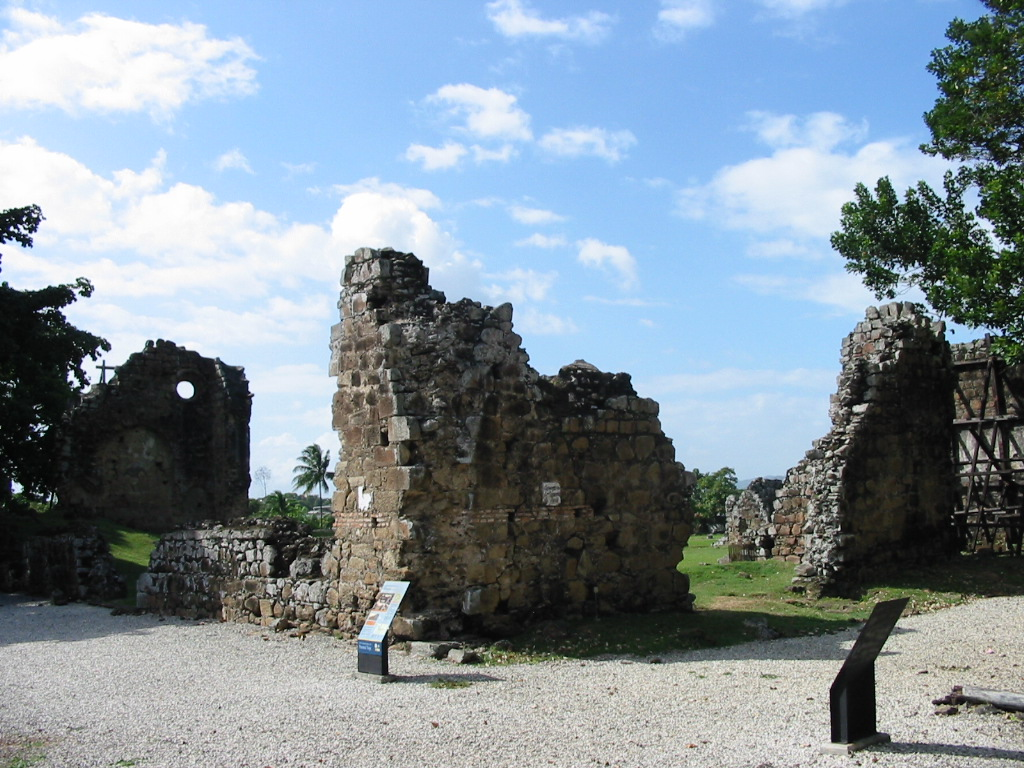
コンパニア・デ・ヘスース修道院 教会部分

16世紀後半から17世紀初頭にかけて建設された敷地東西85m、南北55mのイエズス会の修道院。大聖堂から西に向かう大通りの北側に位置し、西側では女子修道院と路地を挟んで接している。建物群は東側に集中している。通りに面した教会施設の北側に中庭を配し、周囲にその他の建物群（内庭回廊）が配置されている。また現存する建物の壁が比較的高いことから2階建てだったと考えられる。礼拝施設は全部で3ヶ所あったことが文献で確認されているが、現在では教会建物の大祭壇正面の壁のみが明確に残っている。この壁上部には丸窓が2ヶ所残っており、ステンドグラスがはめ込まれていたものと推定されている。教会東側の正面出入り口について、2003年にJICA青年海外協力隊員による発掘調査が実施され、20世紀の整地（盛り土）の下から当時のレンガ敷きの床面が確認されている。
地元中学生の研修場所として活用が検討されている教会北東側の部屋（内庭回廊の一部）を2007年1月から全面発掘調査が行われた。当時のレンガ敷きの床面や下層から検出された修道院建設以前のプレ・イスパニコ文化の貴重な遺跡が発見されている。

#### サン・フアン・デ・ディオス病院（Hospital de San Juan de Dios）

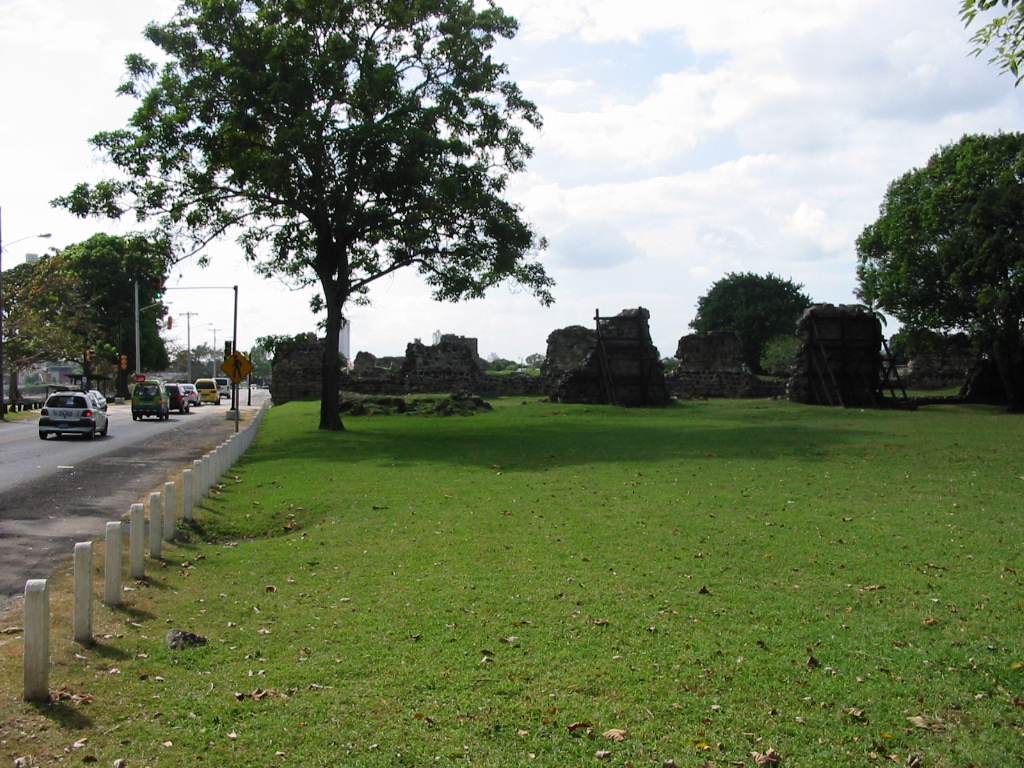
サン・フアン・デ・ディオス病院 全景

町で唯一の療養施設。現在は西側（45m）と北側（30mほど）に高い石壁が残っているのみである。歴史的に見て建物群はサン・フアン・デ・ディオス修道士によって土地が取得された17世紀には完成をしていたようである。1620年には病院はまだ小さく、民有地を間借りしていた。また付設の教会が当時の地図によって存在していたことがわかっており、2003年と05年にドイツの大学調査隊が教会建物の床面を検出している。現存する西側壁面が教会西壁に相当する。今後も発掘調査の成果が期待される。また南側に接して建国50周年記念道路が建設されていることから、教会入り口付近が確認できていない。

#### サン・フランシスコ会修道院（Convento de San Francisco）
女子修道院の南西に位置するフランシスコ会の男子修道院。東に位置する女子修道院と同規模の敷地面積を有し、建物自体は南北に長かったことが当時の地図によって知られている。南北に90m現存する建物は、倒壊した大量の石材と周辺の宅地化によって北端部分の遺構の確認ができていない。また内部には2ヶ所の中庭があって、高い壁から2階建てだったものと思われる。従来から周辺の急速な宅地化など遺跡の崩壊が認められている上に、建物の南端に建国50周年記念道路があることで、車の振動や排ガスによる現存建物崩壊の危機が関係者から指摘されている。

#### テリン邸跡（Casas Terrín）
大聖堂の西側、中央広場の北側に位置する16世紀末から17世紀初頭の町の有力者フランシスコ・テリンの邸宅跡。現在は母屋部分（東西45m、南北30m程度）と北に接する2棟の小建物の基礎が若干残っているに過ぎない。1600年の中央広場拡張と20世紀の大聖堂前のロータリー建設に伴って周辺の土地が改変されており、建物の南側が破壊されている可能性がある。また1997年から98年にかけて建物敷地の南側で発掘調査が実施されており、当時の個人邸宅としては珍しいアーチ型門の存在が確認されたことが特筆される。同じく現存建物の内部にもアーチを使った部分が一部現存しており、直近で見学することができる。
テリン夫妻が新しい礼拝堂で結婚式を行うことを条件に私財を寄付をしたことで女子修道院の誘致が実現している。

#### 司教館・アラルコン邸跡（Casa del Obispo, Casa Alarcón）
大聖堂の正面入り口北側に位置する建物。1640年ごろまではこの地に大聖堂で奉仕する司教の木造建物があった。その後、40年代後半になってペドロ・デ・アラルコン（スペイン語 Pedro de Alarcón）に土地の所有権が移り、中2階を持つ石造邸宅が建てられた。現存の建物は南北45m、東西20mを測るアラルコン邸のもので、1階と中2階が石造り、2階は板壁を有していたことが当時の文献からわかっている。建物は1階部分が塀で囲まれた中央の中庭を挟んで南側に居住空間、北側に調理場を有する長方形で、中2階以上は現存していない。1988年と2000年に建物内部での発掘調査が部分的に行われているが、全容解明にはいたっていない。

#### 西の建物群（Casas Oeste）
1995年から翌年にかけて財団の考古学部門長が発掘調査を実施している。その報告書によると、中央広場の西に接する地点から植民地期と思われる建物群の痕跡を検出した。検出遺構は北側に接しているCalle de la Empedrada（エンペドラーダ大通り）に沿うように壁と思われる基礎部分と南側に広がる丸石を敷き詰めた床面、十字に交差する柱の礎石部分などである。北側の壁には幅2mの金属製扉が設置されており、通りに面した間口は10m弱であった。また内部からは瓦片や建築に用いたと思われる鉄釘、壁を構成していた石片やしっくいが折り重なるように出土している。なお丸石を並べた床の下層から別のレンガ敷き床面を検出している。建物群の性格としては他の建物以上に重厚なつくりであることや釘を中心とした鉄製品が大量に出土していることから鍛冶工房の可能性を指摘する研究者もいるが、未だ定説はない。
発掘調査報告書では複数の建物群（報告書では2〜3棟）を検出したとしているが、今後は出土している遺構や遺物の比較検討・各種文献による史料批判が必要となっている。

#### サント・ドミンゴ修道院（Convento de Santo Domingo）
大聖堂の北100mのところに位置する東西60m、南北55mの建物を有するドミニコ会の男子修道院。設立は16世紀の終わりから17世紀の初頭にさかのぼることが今日の調査・研究によって知られている。建物は他の修道院と同様に中央に中庭があり、それを取り囲むように内庭回廊とその他の建物が立地していた。東側に礼拝堂等の主要建物があって左右非対称のようである。建物の西にはカリブ海の町ポルトベロ（スペイン語 Portobelo）まで続く「王の道」（カミノ・レアル スペイン語 Camino Real）が通っていた。

#### ジェノバ人の家（Los Genoveses）
16世紀以降、当地での黒人に特化した人身売買を独占的に行っていたジェノバ（イタリア）人の屋敷跡。屋敷は石造2階建てで上層階は木造だったと推定される。これら売買から得られる利益は、大商人とヨーロッパの国家との融資契約にも匹敵するほどだったといわれている。建物の東側は現在では陸地化しているが、直接船が着岸できるような低い石壁が建物の沿って現存している。
2007年2月からコロンビア人大学院生と合同で、建物北西側と北側の広範囲で発掘調査を実施している。建物の北西側からは表土直下から植民地時代の土器や金属製品等が多数出土しており、建物の北側は近年宅地化される際に造成された痕跡が認められた。今後はパナマにおけるスペイン人主導の町にあって、異国人であるイタリア人がどのようにして独自の経済活動を発展させたのか各種文献や考古学的研究が待たれる。

#### 統治府（Casas Reales）
大聖堂の東方、岬の先端部分に位置する独立した小島に設置された一連の建物群。島の周囲には町で唯一の障壁がめぐらされており、陸地とは木製の桟橋でのみ結ばれていたと推定されている。現在は南側の建物礎石（南北20m程度、東西7m）のみが残り、島は陸続きになっている。島内中央部には3棟の石造建物（うち中央のみが木造）が建設され、南側は統治府長官の事務所、中央部分は統治府政庁舎とスペイン王室会計院、北側には裁判所と牢獄があったことが文献史料から分かっている。

#### 町議会棟（El Cabildo）
15m四方、ほぼ正方形の中2階を持つ建物である。現在では建物の基礎のみが残っている。北側は大聖堂と幅2mほどの細い路地をはさんで接している。1996年に発掘調査が一部実施され、大聖堂（鐘楼）西壁ラインの延長線上に門の礎石跡と建物内部で上層階へ上がる階段跡を検出している。

### 西地区

#### メルセー修道院（Convento de La Merced）

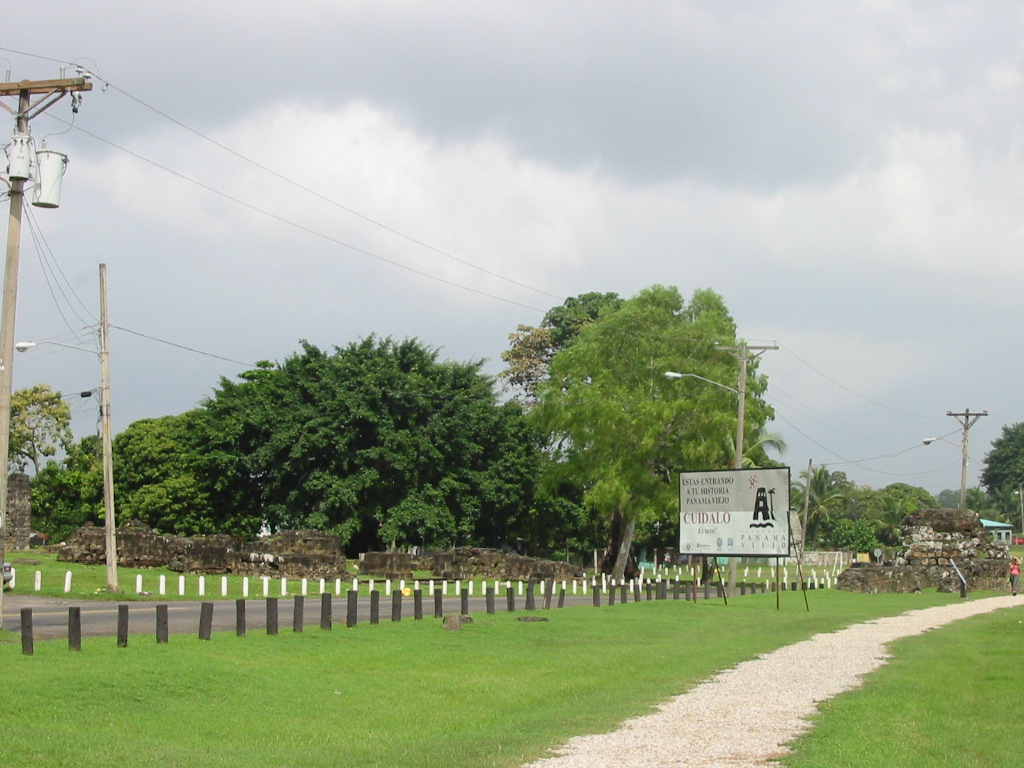
メルセー修道院 （現状）

大聖堂を中心とした町づくりの中で、孤立するかのように町の西外れに設立されたメルセル会の男子修道院。北側に祭壇を有し、南の海に向かって建っていたことがわかっている。南北50m、東西20mを計る左右非対称の祭壇を持つ礼拝堂のわずかな壁面と基礎部分のみが残っているだけで、今日では考古学的調査・研究がほとんど進んでいない。近年、青年海外協力隊員による礼拝堂入り口部分の発掘調査が行われ、現代では失われてしまっていた当時の通りの跡を検出した。このことがきっかけとなり、当時の道を再現した遊歩道が整備された。なお礼拝堂の北側はおよそ7〜8mほどで宅地と接しており、礼拝堂部分は建国50周年記念道路によって南北に分断されていることから当該遺跡は文化財の危機に瀕している。また近年の研究成果から、遺構の残存状況が極めて良い（火災痕跡等がない）ことや地理的要因から、1671年にモーガン一味が町を襲撃した際の拠点となったのが当該修道院だったことが最近の研究でわかってきた。

#### マタデーロ橋（Puente del Matadero）

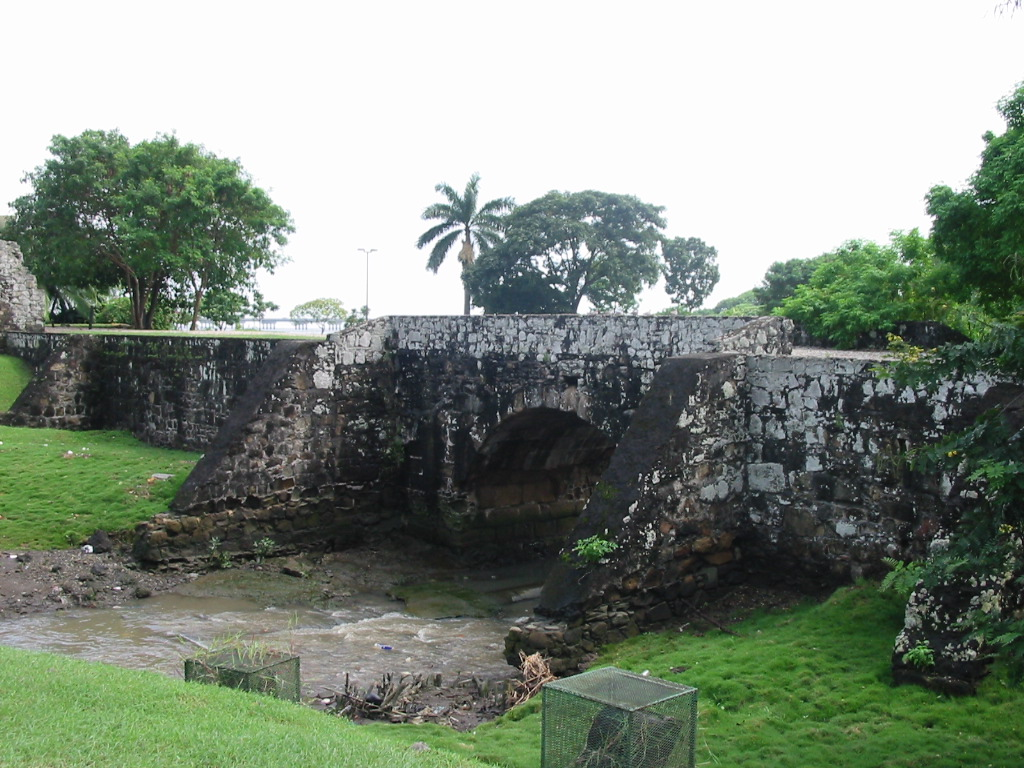
マタデーロ橋 全景

歴史的にも古いこの橋は、16世紀末から17世紀初頭にかけて従来の木製橋から全長12mの石橋に架け替えられた。この橋が架かる川を境に市内と市外に区別されている。橋の西詰め（市外）には囲いを持つ公設の屠殺場があった。また建物前の広場ではパナマの先住民族インディヘナ（スペイン語 Indígena）による共同市場があった。最近の研究によってヘンリー・モーガンたちが町に入ったのはこの橋からではないかという説がある。これは実際に戦いが行われた日々の地点分析と黄金輸送のため警備が厳しかったカミノ・レアルを通過した形跡がなかったことを論拠としている。近年では自動車橋として補強工事が行われており、当時の外観を損ねている（建国50周年記念道路建設時に、北側に隣接して新たなコンクリート橋が作られた）。

#### クリスマス砦（Fuerte de la Natividad）
建設年代は不詳。

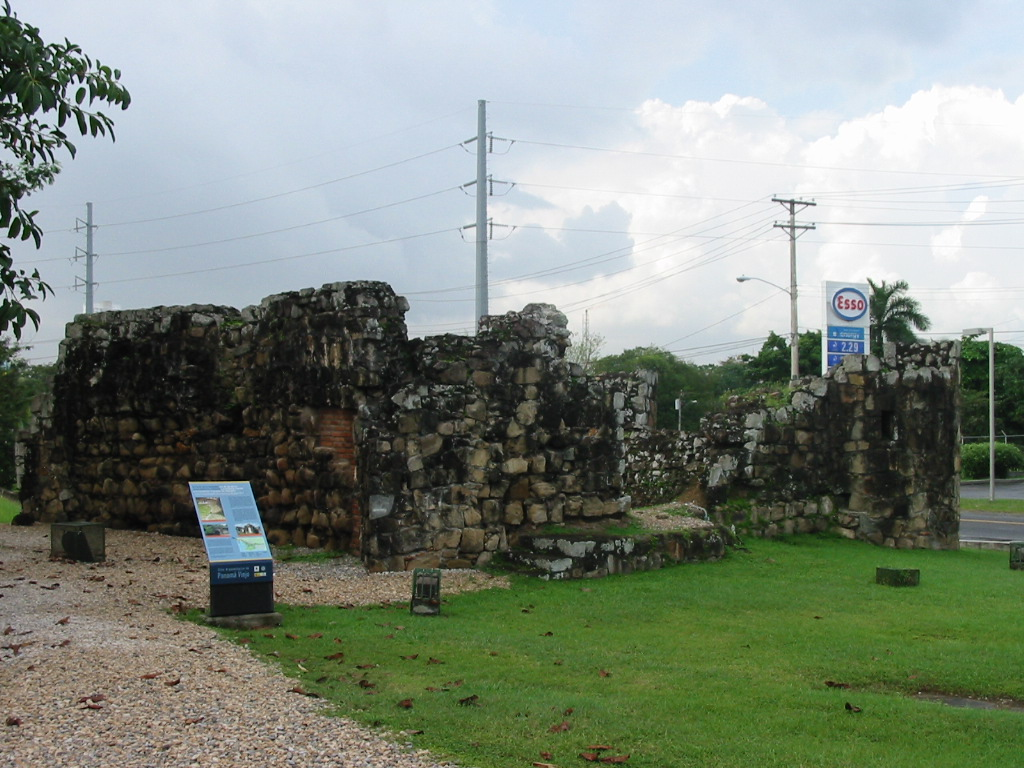
クリスマス砦の全景

マタデーロ橋の東詰めに位置する10m四方の現存する唯一の守備施設。1607年以前の史料に見えないことからそれ以後の建設であったといえる。砦には数名の兵士が常時駐留し、若干の大砲が配備されていた。もともと都市自体の守備計画はあったものの、実行されることはなかったので総合的な守備能力は低かったことがいえる。
現在、遺構の北側を走る建国50周年記念道路からの振動によって一部壁面が崩落し、緊急復旧作業が行われた。

### 北地区

#### 王の橋（Puente del Rey）

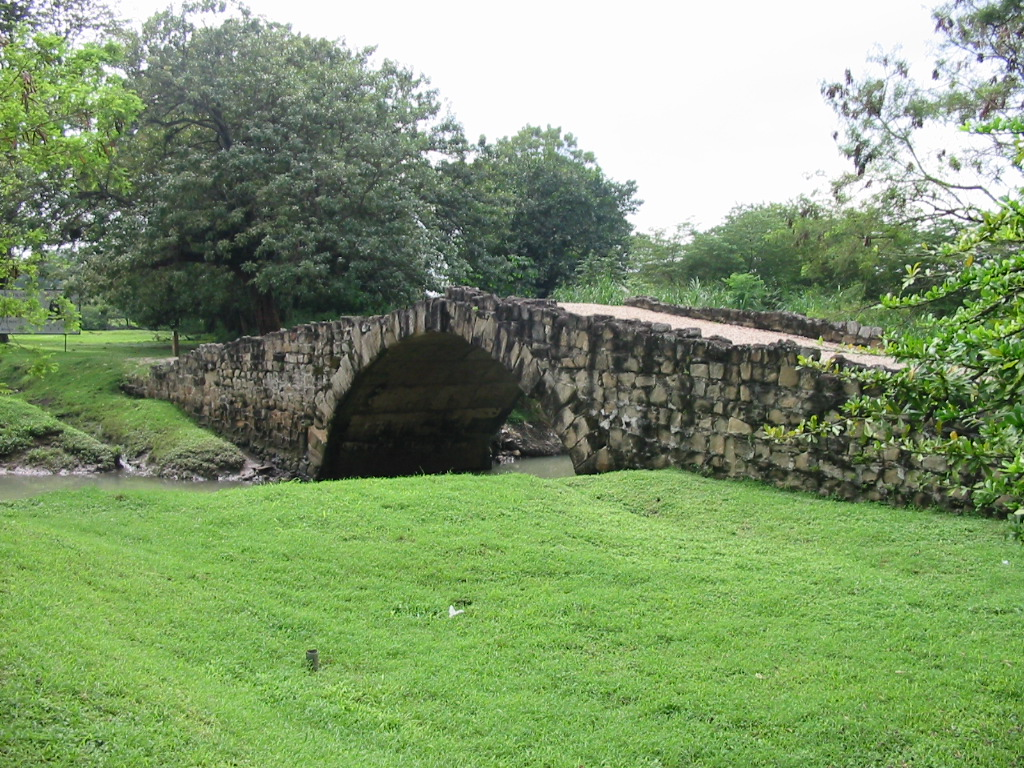
王の橋 全景

歴史公園の北端に位置する全長35mほどの橋。1619年に従前の木造橋からアーチ型石造橋に造り変えられた。完成は1634年。この橋を多くのロバがカリブ海に停泊するガレオン船に積み込むために南米インカの財宝を積んで通り過ぎた。これらの財宝はカリブ海のポルトベロから大西洋を渡ってスペインのセビリャやカディスまで運ばれた。17世紀当時、ヨーロッパにもたらされたラテンアメリカの金（きん）は、ヨーロッパ市場を暴落させたとの記録が残っている。この橋の当初の目的は、パナマの町からカミノ・レアルを経てポルトベロ（カリブ海）に至る連絡通路を確保することにあった。

#### 'サン・ホセ修道院（Convento de San José）

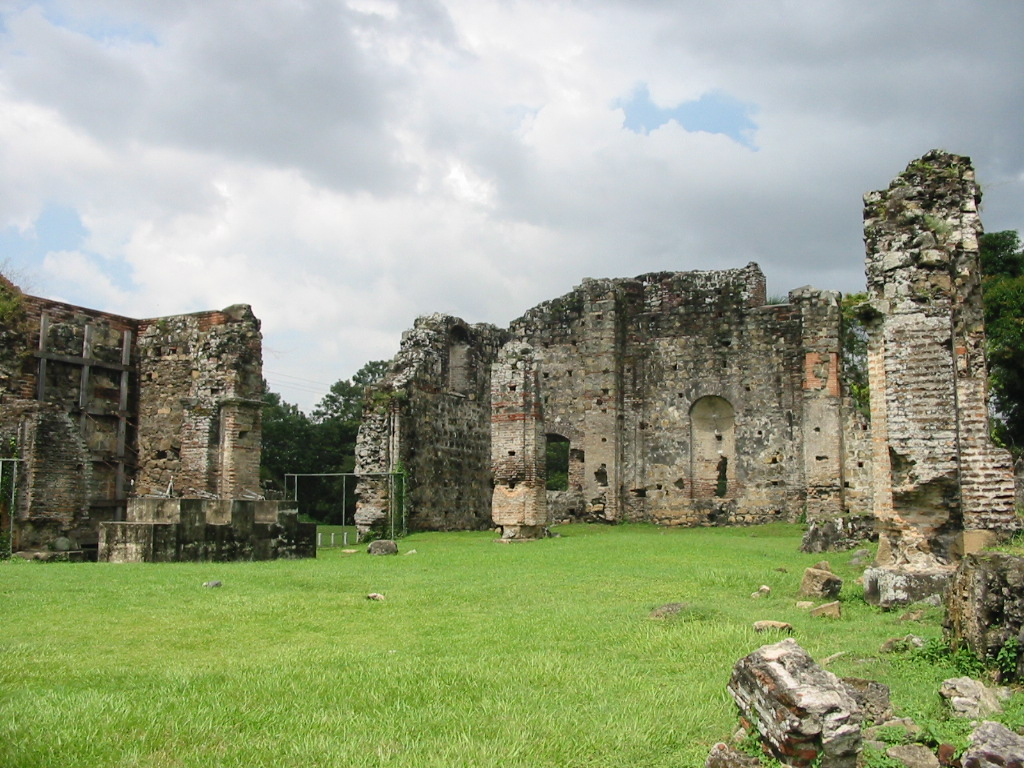
サン・ホセ修道院の教会跡

王の橋の南に位置する男子修道院。17世紀の最盛期に描かれた町の地図にも記されていないことから建設（進出）そのものが遅かったものと思われる。現在では教会の遺構（東西、南北ともに20m）のみを見ることができる。この建物は上部にアーチ型天井を持つ町で唯一のものであったが、1998年までにすべて崩落した。この修道院自体完成しなかった可能性を持っている。また建物の東の方には修道院の建物が存在したが、遊び場を建設するために1980年頃に平らにされた。かつて、20世紀初頭の建築家レオナルド・ビリャヌエバが建物遺構を測量しており、その報告書によると建物遺構は木造建築で、回廊が未完成だった。今日、建国50周年記念道路が西側に接するように敷設されており、一部西側の壁面は道路側に倒れ掛かるなど保存状況の改善が急がれる。相対的に周辺地域の都市化・都市公害などによる汚染・老朽化も急速に進んでいる。

## 町の成立と展開
パナマの町が成立したのは、1513年に若きスペイン人探検家バスコ・ヌーニェス・デ・バルボアが現在のパナマ東部ダリエン地域からパナマ地峡を横断し、現在のダリエン県都ラ・パルマがあるサン・ミゲル湾で太平洋を「発見」したことに端を発する。一説によると、その後1515年に現代のパナマ・ビエホ地区を訪れたアントニオ・グスマンという探険家が、砂浜で出会った青年漁師に地名を問うたところ「パナマ」と答えたことからその沿岸地域一帯をスペイン領パナマと命名した。後になってパナマとは現地インディヘナの言葉で「海産物が豊かに取れる場所」という意味であることが分かっている。その後1519年8月15日にスペイン王室からパナマ地方の総監兼総督に任命されたペドロ・アリアス・デ・アビラ によって、現在のパナマ・ビエホに太平洋沿岸で最初のスペイン植民都市が成立したのである。
16世紀初頭は300人程度のスペイン人のみを抱える都市として始まったが、17世紀後半の海賊襲撃時には人口は12,000人にも膨れ上がっていた。当時から友好的なインディヘナたちをキリスト教化しながら、また一方ではスペイン人統治に反対する者には黄金輸送などの強制労働などを課した。混血も早い時期から進み、町の人口増加に拍車をかけた。
パナマの町は、成立初期はバルボアの部下としてパナマにやってきたフランシスコ・ピサロが、現地インディヘナたちの情報を元にパナマから3艘の船に乗って南米のインカ帝国を滅亡させるなど、政治的にもより多くの黄金獲得と植民都市成立のために中米や南米諸国に探検家たちを旅立たせる拠点としての役割も担ってきた。そしてその後、南米からの大量の黄金やボリビアのポトシ銀山の銀を海路で、また陸路でカリブ海へ運ぶ中継地点として栄えてきた。

## 町の終焉とその後

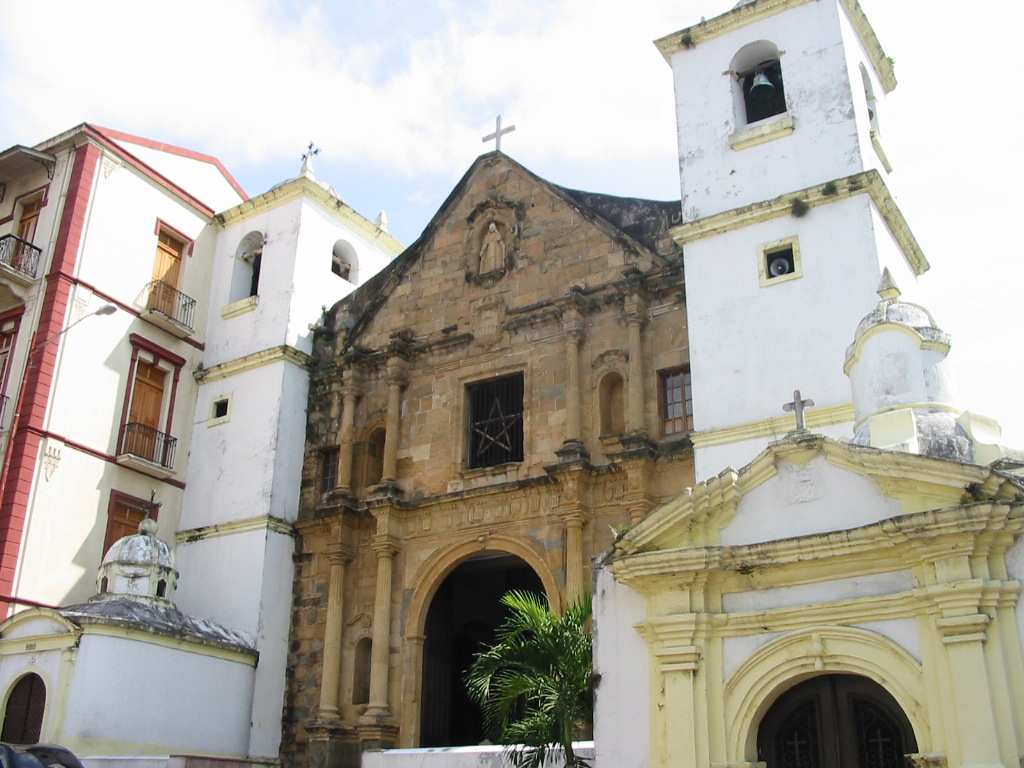
カスコ・ビエホにある現在のメルセー教会

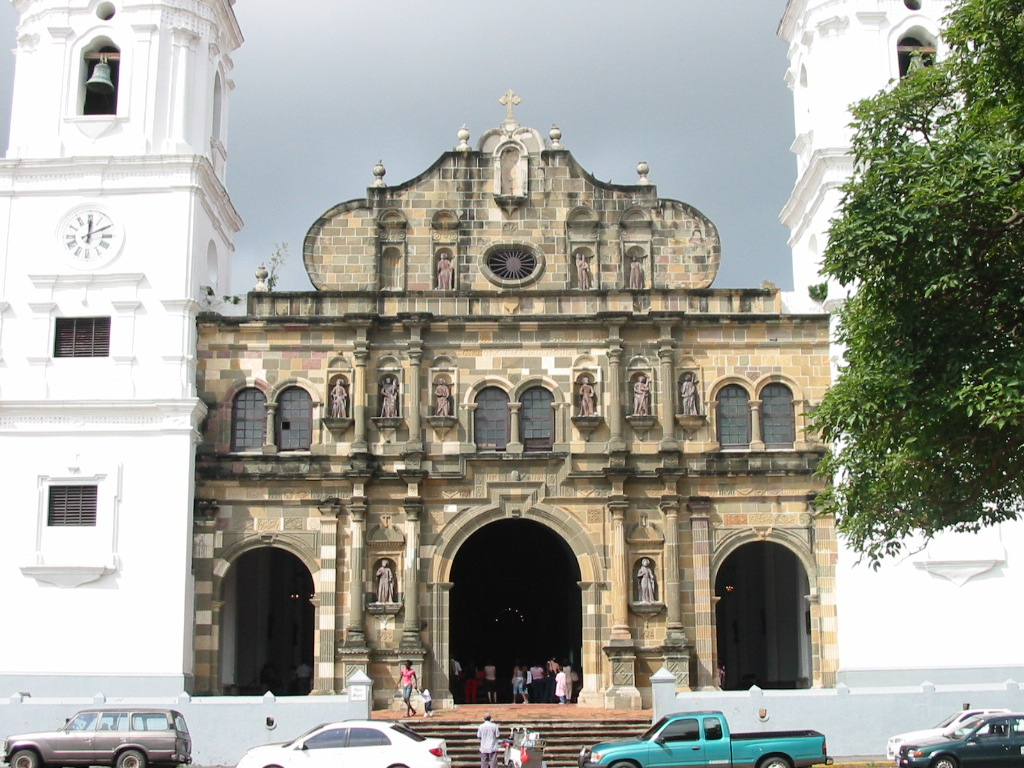
カスコ・ビエホにある現在の大聖堂

1671年1月28日、町に侵入したイギリスの海賊ヘンリー・モーガン一味は、当時黄金交易でにぎわっていたパナマの町に火を放って（パナマの総督が、逃げ失せるために自ら町に火を放ったという説もある）、黄金を略奪した。海岸線に建物がひしめき合うように立地するパナマの町は、ほとんど防御施設を持たなかったために、2月24日まで（現地をみた他の海賊の証言では4週間以上）町全体が火に包まれたとの記録が残っている。
その後、町は復興されることなく、2年後に高台で以前から移転計画のあった西に約11km離れた現在のカスコ・ビエホ地区に町の機能をすべて移転させた。このときに焼け残った公共建物や宗教施設で使用されていた石材が持ち運びだされ、再利用されている。現在でも見られるものとして、西端に位置するメルセー教会正面の彫刻が施された化粧石、大聖堂の正面壁面の石材などがある。
町の再建が断念された理由としては海賊の襲撃が致命的であったこともある。しかしそれ以前の1621年にパナマを襲った地震の被害が甚大であり、復旧を援助してもらうためにスペイン王室に費用負担を申し出る書類が確認されている。総合的に被害状況が関係者にとって予想以上だったとの見解が数年来、各種論文で指摘されている。一方、発掘調査で確認される植民地時代の建物のレンガ敷き床面が略奪によるもの以上に破損している状況が看過されるからも同様の結果が推察できるようである。
再建が断念されたかつての町は、後に各宗派が新しい町での施設再建のために残存建物から建築部材を切り出す作業に従事するインディヘナたちの居住地となった。危険を伴う作業であったために解体石材の下敷きになる事故が多発した。切り出された部材は満潮時に近くの海岸から筏に乗せられて運ばれた。一連の工事が終了した後は、パナマ建国までのおよそ300年間、省みられる事も無くスペイン人がやってくる前の状態に戻っていった。